# Maria Paula Dallari Bucci
Maria Paula Dallari Bucci (São Paulo, 23 de março de 1963) é uma jurista, advogada e professora universitária brasileira, docente no Departamento de Direito do Estado da Faculdade de Direito da Universidade de São Paulo.

## Vida e Carreira
Advogada graduada em 1987 pela Faculdade de Direito da USP, Maria Paula Dallari concluiu o mestrado (1994) e doutorado (2000) pela mesma instituição. Sua tese doutoral, orientada pela professora  Maria Sylvia Zanella Di Pietro, teve como tema o Direito Administrativo e Políticas Públicas.
Em 1992 passou a integrar a Procuradoria Geral da Universidade de São Paulo. Durante os dois primeiros governos Lula ocupou cargos técnicos de assessoramento técnico e segundo gestão. Foi Procuradora-Geral do Conselho Administrativo de Defesa Econômica, de 2003 a 2005 [2]. Entre 2005 e 2008, foi Consultora Jurídica do Ministério da Educação, sob a gestão do ministro Fernando Haddad.
Em 2008, foi nomeada para a Secretaria de Educação Superior do Ministério da Educação, sendo uma das responsáveis pela expansão da rede universitária federal no âmbito do Programa de Apoio a Planos de Reestruturação e Expansão das Universidades Federais (Reuni) [3] [4], bem como pela defesa das cotas raciais nas universidades.
Entre 2011 e 2013, foi assessora jurídica da Agência de Inovação da Universidade de São Paulo [5]. Em 2014, foi nomeada pelo então reitor da USP, Marco Antonio Zago, superintendente jurídica da universidade, acumulando entre 2014 e 2017 a função de Procuradora Geral da USP.[6]
Atualmente, é professora livre-docente na FDUSP e coordenadora geral da Escola Nacional de Advocacia Pública (ESNAP), por meio de convênio entre a USP e a Associacao Nacional de Advocia Públicas dos Estados e do DF (ANAPE).
É filha do jurista Dalmo de Abreu Dallari e irmã do advogado e ex-coordenador da Comissão Nacional da Verdade, Pedro Dallari. É casada com o professor Eugênio Bucci, da Escola de Comunicações e Artes da Universidade de São Paulo.

## Militância
Foi uma das defensoras da implementação das cotas raciais no Brasil, defendendo a constitucionalidade das ações afirmativas no Supremo Tribunal Federal, ainda em 2010. Na ocasião, afirmou que apenas uma melhora no ensino superior não seria suficiente para acabar com a desigualdade educacional, considerada por ela “histórica” e “persistente”. “Não basta a passagem do tempo. Ela não muda o estado das coisas. A desigualdade no campo educacional é permanente e tende a se perpetuar”, disse.
Em 2016, manifestou-se contra o impeachment da presidente Dilma Rousseff, em ato no centro de São Paulo.
Em 2022, notabilizou-se por ser uma das leitoras da Carta aos Brasileiras e às Brasileiras, manifesto em defesa da democracia lido no no Largo de São Francisco no dia 11 de Agosto.